# Othnacris surdaster
Genre
Espèce
Othnacris surdaster, unique représentant du genre Othnacris, est une espèce d'insectes orthoptères de la famille des Romaleidae.

## Distribution
Cette espèce est endémique de Guyane. Elle se rencontre dans la forêt tropicale.

## Systématique et taxinomie
Cette espèce et ce genre ont été décrits par l'entomologiste français Marius Descamps en 1977. L'holotype est déposé au muséum national d'histoire naturelle.

## Publication originale
- Descamps, 1977 : Étude des écosystèmes Guyanais 1-Eumastacoidea & Acridoidea dendrophiles (Orthoptera). Annales de la Société entomologique de France, (Nouvelle série), vol. 13, no 2, p. 193-236.